# 沙佩勒维维耶
沙佩勒维维耶（法語：Chapelle-Viviers，法語發音：[ʃapɛl vivje]）是法国新阿基坦大区维埃纳省的一个市镇，位于该省中东部，属于蒙莫里永区。

## 地理
沙佩勒维维耶（46°29'1"N, 0°43'36"E）面积14.53 平方千米，位于法国新阿基坦大区维埃纳省，该省份为法国中西部省份，北起曼恩-卢瓦尔省和安德尔-卢瓦尔省，西接德塞夫勒省，南至夏朗德省，东南接上维埃纳省，东临安德尔省。
与沙佩勒维维耶接壤的市镇（或旧市镇、城区）包括：绍维尼、锡沃、莱涅叙方丹、潘德赖、瓦尔迪维耶讷、锡拉尔。

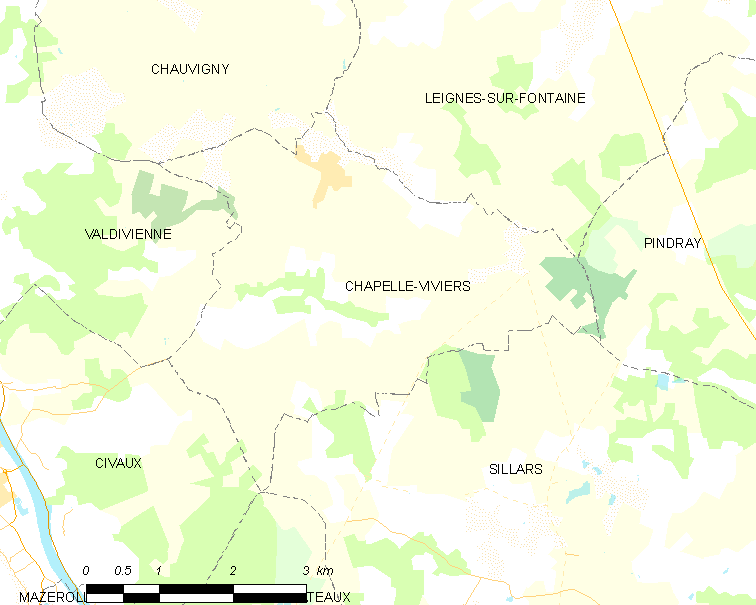
沙佩勒维维耶的OSM定位图

沙佩勒维维耶的时区为UTC+01:00、UTC+02:00（夏令时）。

## 行政
沙佩勒维维耶的邮政编码为86300，INSEE市镇编码为86059。

## 政治
沙佩勒维维耶所属的省级选区为绍维尼县。

## 人口

1962-2008年间沙佩勒维维耶人口变化图示

沙佩勒维维耶于2022年1月1日时的人口数量为564人。